# Landkreis Passau
Landkreis Passau är ett distrikt i Niederbayern, Bayern, Tyskland. 

## Infrastruktur
Motorvägen A3 passerar genom distriktet. 